# Dolmen de Les Saleres
Le dolmen de Les Saleres ou de Saint-Pierre de Laner est un dolmen situé aux Cluses, dans le département français des Pyrénées-Orientales.

## Historique
L'existence du dolmen était connue par les propriétaires du terrain d'implantation mais son emplacement précis avait été oublié et le dolmen était masqué par la végétation. Sa localisation a pu être faite après un incendie de maquis survenu en 2001.

## Description
C'est un dolmen simple (sans couloir) construit avec des blocs en gneiss d'origine locale. La chambre est de forme quadrangulaire et mesure environ 1 m de côté. Elle ouvre au sud-sud-ouest. Elle est délimitée par trois gros blocs côté nord-ouest, nord-est et sud-est et trois dalles obliques côté ouest. L'ensemble est recouvert d'une dalle de couverture unique de forme sub-ovalaire. La table de couverture a été surmontée d'une borne maçonnée en pierres sèches construite vers 1935. Aucun trace de tumulus n'est visible.